# Daniel Krug
Daniel Krug (jetzt Daniel Wigger, * 6. Mai 1983 in Berlin) ist ein deutscher Volleyball- und Beachvolleyballspieler sowie Beachvolleyballtrainer.

## Aktive Laufbahn

### Halle
Daniel Krug begann mit dem Volleyball in seiner Heimat beim SCC Berlin und beim VC Olympia Berlin. Später spielte der 2,01 m große Mittelblocker in der zweiten Bundesliga bei Netzhoppers Königs Wusterhausen, Oststeinbeker SV, FT Adler Kiel und VT Kiel. Von 2012 bis 2014 spielte Krug beim Kieler TV in der Regionalliga Nord. Ab Januar 2015 spielte er wieder in der zweiten Bundesliga bei den KMTV Eagles Kiel, kehrte aber im Sommer zum Kieler TV zurück.

### Beach
Im Beachvolleyball wurde Krug 2000 in Duisburg mit Stephan Schulz deutscher B-Jugend-Vizemeister. Von 2002 bis 2006 spielte Krug erfolgreich mit Mischa Urbatzka, mit dem er 2002 am Bostalsee deutscher A-Jugend-Vizemeister wurde. Ihre größten Erfolge als Juniorennationalspieler waren ein dritter Platz bei der U20-Europameisterschaft 2002 in Basel, ein zweiter Platz bei der U21-Weltmeisterschaft 2003 in Saint-Quay-Portrieux und ein zweiter Platz bei der U23-Europameisterschaft 2004 in Brno. Hinzu kamen ein neunter Platz bei der FIVB World Tour im italienischen Roseto degli Abruzzi und ein fünfter Platz bei den Deutschen Meisterschaften in Timmendorfer Strand 2006.
2007 spielte Krug national und international an der Seite von Thomas Kaczmarek und erreichte bei den Deutschen Meisterschaften erneut den fünften Platz. Weitere Partner von 2007 bis 2008 waren Florian Huth, Dirk Böckermann und Florian Lüdike.

## Trainerlaufbahn
Von 2009 bis 2016 war Krug als Beachvolleyball-Trainer am Olympiastützpunkt Hamburg/Schleswig-Holstein tätig.

## Privates
Daniel Krug ist seit 2017 mit Susanna Wigger verheiratet, mit der er seit 2018 eine Tochter hat. Er hat einen älteren Bruder und machte 2002 sein Abitur am Pierre-de-Coubertin-Gymnasium in Berlin. Später zog er nach Kiel, wo er zunächst eine Berufsausbildung zum Fachinformatiker absolvierte und seit 2017 bei ThyssenKrupp Marine Systems arbeitet.